# Seigo Tada
El Gran Maestro Seigo Tada (多田正剛), fue el fundador de la escuela Seigokan del estilo de Karate-Do Gojuryu.

## Primeros años
1922 - El Maestro Seigo Tada nace un 18 de febrero en la ciudad de Kioto, Japón. 
1937 - Se inicia en el estudio de las artes marciales chinas (Kenpo Chino) de la mano del maestro Ching Lou.
1939 - Entra a formar parte del club de Karate de la Universidad de Ritsumeikan. Inicia sus entrenamientos con el Maestro Chojun Miyagi, fundador de la escuela Goju-Ryu  Karate. Posteriormente se convierte en Supervisor del Club de Karate de la Universidad de Ritsumeikan. 
1945 – Se establecen en Japón las organizaciones Nihon Karate Goju Ryu Doshikai, Nihon Karate Seigokan Doshikai y específicamente en la ciudad de Kioto, la Nihon Seigokan. El Maestro Seigo Tada dirigió 120 sucursales de la organización Seigokan y 10 clubes de Karate:
•	Universidad de Osaka
•	Universidad de Shiga
•	Universidad Bukkyo
•	Osaka Dental College
•	Kyoto Foreing Language College
•	Instituto de Tecnología Textil de Kioto
•	Farmacéutica de Kioto
•	Kyoto College
•	Universidad de Yamaguchi
•	Universidad de Tokuyama
•	Universidad de Kyushu
•	Universidad de Kyoritsu
Y otros clubes de karate pertenecientes a empresas.
Jefe instructor y Presidente de la Organización Seigokan con más de 20 sucursales alrededor del mundo. Actualmente el número de miembros de Seigokan es mayor a 200.000 entre atletas e instructores.
1964 - El Maestro Tada ayuda a establecer la All Japan Karate-Do Federation, la Federación de Karate del distrito de Kansai, la Federación de Karate-Do del distrito de Kinki y ha sido Promotor Ejecutivo de la Liga de Karate-Do del distrito Metropolitano. Ha trabajado arduamente para promover y apoyar la unión de cada estilo de Karate-Do. Ha participado en el comité técnico para establecer las normativas de alta competencia, y el uso de protectores, desarrollada originalmente en 1952.
Ha sido Promotor de campeonatos internacionales como: “All Japan Tournament”, “Torneo Internacional”, “Torneo Nacional de Japón”. 
Ha trabajado por la incorporación de la disciplina del Karate-Do a los Juegos Olímpicos. 
Fue Miembro Principal del Concejo de la Federación Japonesa de Karate.

## Cargos ejercidos
•	Director de la Federación de Karate de todo Japón (All Japan Karate Federation - JKF).
•	Secretario General de la Federación de Karate-do del Distrito de Kansai.
•	Secretario General de la Federación de Karate-do del Distrito de Kinki.
•	Primer Secretario y Vice Presidente de la Federación de Karate-do de la Prefectura de Hyogo.

## Competiciones oficiales
•	Árbitro Principal: 1º Torneo de All Japan Karate-do Federation (1969)
•	Inspector: 2º Torneo de All Japan Karate-do Federation
•	Árbitro Principal: 3º Torneo de All Japan Karate-do Federation
•	Director de la Oficina: 1º Torneo Mundial de Karate-do de la WUKO en Osaka (1970)
•	Inspector: 2º Torneo Mundial WUKO de Karate-do en París (1972)
•	Inspector: 1º Torneo APUKO de Karate-do de Asia y Pacífico, en Singapur (1973)

## Últimos años
Se unió al 36º Torneo de All Japan Sports en la prefectura de Shiga como Presidente del Comité Ejecutivo del All Japan Karate-do Federation. En el equipo de la prefectura de Shiga consiguió el 1º premio en Karate-do (1981)
Respecto a las actividades de la Organización a nivel internacional, estableció Seigokan en Hong Kong y Macao en 1967, para promover la comprensión y popularización del Karate-do en los países extranjeros, así como la afiliación en los Juegos Olímpicos.
Desde entonces visitó Inglaterra, Estados Unidos, Brasil, India, Australia, Italia, Portugal, Finlandia, Alemania Occidental, Singapur, Filipinas y otros países para dirigir y educar a los instructores. Ha recibido el premio por sus méritos deportivos en 1981.
Era guapo, activo y joven todo el tiempo.
1997 – El 18 de septiembre, Seigo Tada, Presidente y Fundador de la Seigokan, a la vez la más grande organización de Karate Goju-Ryu en Japón, muere en Himeji, Japón, en el Seigokan Honbu Dojo, debido a un ataque en el corazón. Su esposa, la Sra. Michiko Okamoto (Seigo Tada II) y ahora Sandaime Kancho (Seigo Tada III) continúa sus esfuerzos por la organización  Seigokan Goju-Ryu en Japón y en todo el mundo.